# Randersfjorden
Randersfjorden eller (på danska) Randers Fjord är en vik i  Gudenås utlopp i danska delen av Kattegatt. Den ligger i Region Mittjylland, 170 km nordväst om Köpenhamn. Fjorden har historiskt haft stor betydelse som transportforbindelse till det inre Jylland. Norra delen av fjorden, mot Mellerup är en del av ett Natura 2000-område .

## Bildgalleri

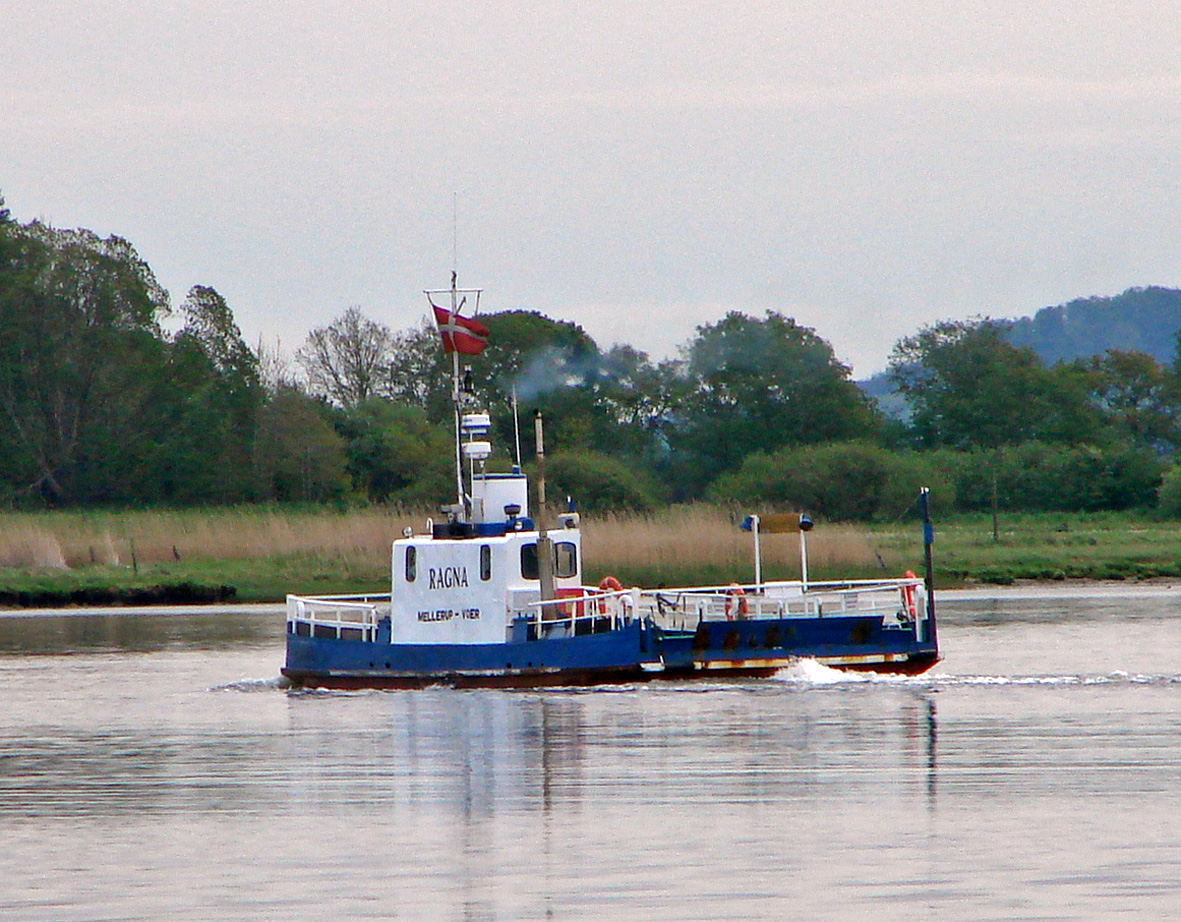
Färjan M/F Ragna på sträckan Mellerup-Voer
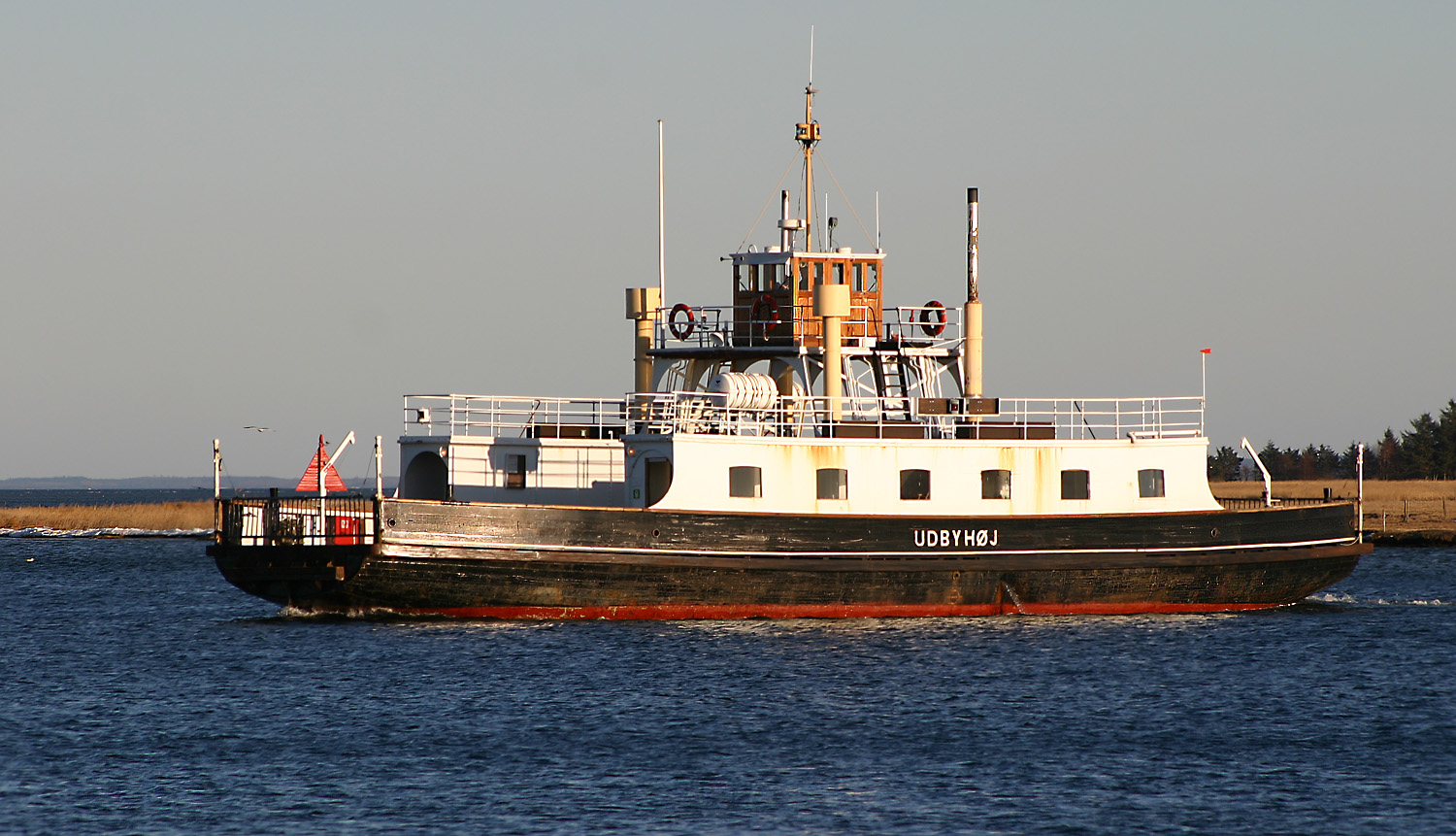
Udbyhøjfärjan M/F Udbyhøj